# Coupe Spengler 1938
Navigation
Édition précédente Édition suivante
La Coupe Spengler 1938 est la 16e édition de la Coupe Spengler. Elle se déroule en décembre 1938 et février 1939 à Davos, en Suisse.

## Règlement du tournoi
Contrairement aux éditions précédentes, les équipes sont regroupés au sein d'un seul groupe. Les équipes jouent un match contre chacune des autres équipes. Le premier de la poule est déclaré vainqueur de la Coupe Spengler.

## Résultats des matchs et classement
| Clt   | Équipe              | PJ | V | VP | D | DP | BP | BC | Pts |
| ----- | ------------------- | -- | - | -- | - | -- | -- | -- | --- |
| +001, | HC Davos            | 4  | 4 | 0  | 0 | 0  | 28 | 0  | 8   |
| +002, | LTC Prague          | 4  | 3 | 0  | 1 | 0  | 39 | 4  | 6   |
| +003, | IK Göta             | 4  | 1 | 1  | 2 | 0  | 22 | 13 | 4   |
| +004, | Zürcher SC          | 4  | 1 | 0  | 2 | 1  | 20 | 8  | 2   |
| +005, | Université d'Oxford | 4  | 0 | 0  | 4 | 0  | 0  | 88 | 0   |

- Vainqueur de la compétition

| 26 décembre | LTC Prague | 30-0 | Université d'Oxford |  |

| 26 décembre | Zürcher SC | 0-3 | HC Davos |  |

| 27 décembre | IK Göta | 0-4 | HC Davos |  |

| 27 décembre | LTC Prague | 2-1 | Zürcher SC |  |

| 28 décembre | IK Göta | 3-2 (pr) | Zürcher SC |  |

| 28 décembre | Université d'Oxford | 0-20 | HC Davos |  |

| 29 décembre | IK Göta | 2-7 | LTC Prague |  |

| 29 décembre | Université d'Oxford | 0-21 | Zürcher SC |  |

| 30 décembre | IK Göta | 17-0 | Université d'Oxford |  |

| 31 décembre | HC Davos | 1-0 | LTC Prague |  |

Le match est interrompu à la suite d'une bagarre générale entre les joueurs. Il est rejoué le 15 février 1939.
| 15 février | HC Davos | 1-0 | LTC Prague |  |